# فال افيري
فال افيري (بالإنجليزية: Val Avery)‏ (و. 1924 – 2009 م) هو ممثل، وممثل تلفزيوني من الولايات المتحدة الأمريكية . ولد في فيلادلفيا، بنسيلفانيا .
توفي عن عمر يناهز 85 عاماً.

## روابط خارجية
- فال افيري على موقع IMDb (الإنجليزية)
- فال افيري على موقع ألو سيني (الفرنسية)
- فال افيري على موقع ميوزك برينز (الإنجليزية)
- فال افيري على موقع أول موفي (الإنجليزية)
- فال افيري على موقع قاعدة بيانات برودواي على الإنترنت (الإنجليزية)
- فال افيري على موقع قاعدة بيانات الأفلام السويدية (السويدية)
- فال افيري على موقع إن إن دي بي (الإنجليزية)
- فال افيري على موقع قاعدة بيانات الفيلم (الإنجليزية)
- فال افيري على موقع كينوبويسك (الروسية)